# День государственной службы Украины
День государственной службы (укр. День державної служби) — национальный профессиональный праздник, который отмечается на Украине ежегодно 23 июня.

## История и празднование
4 апреля 2003 года, в столице Украины городе Киеве, второй президент Украины Л. Д. Кучма подписал Указ № 291/2003, который предписывает ежегодно, 23 июня отмечать на Украине новый праздник — «День государственной службы». В указе президента, в частности говорилось, что праздник вводится с учётом роли «государственной службы в процессе становления Украины как суверенного, независимого, демократического, социального, правового государства…».
Выбор даты, для проведения этого праздника был не случаен и был приурочен ко «Дню государственной службы Организации Объединённых Наций», о чём было сказано в указе Л. Кучмы.
В том же 2003 году президент страны выступил с поздравительным обращением к госслужащим Украины:

«Профессиональный праздник, который в этом году празднуется впервые, — это ещё одно свидетельство той чрезвычайно важной роли, которую играют центральные и местные органы государственной власти, государственная служба в целом в процессе становления суверенной демократической Украины. Только при условии эффективной работы института государственной службы и всестороннего развития местного самоуправления возможна успешная реализация политической реформы, начатой в нашей стране. Убеждён, что этому успеху будут содействовать ваш высокий профессионализм и добросовестный, самоотверженный труд. За каждый свой шаг вы несете ответственность перед обществом, перед соотечественниками. От вашей деятельности в большой мере зависят социальные и экономические преобразования, достижение нашей страной европейских стандартов жизни…»

Эта президентская цитата свидетельствует о том, что бы хотела видеть верховная украинская власть от своих подчинённых и к каким аспектам она пытается привлечь их внимание. Уже традиционно, в «День государственной службы», руководство страны и высшие должностные лица Украины поздравляют государственных служащих с этим профессиональным праздником, а наиболее отличившиеся работники награждаются правительственными наградами, премиями, памятными подарками, правительственными грамотами и благодарностями руководства.
«День государственной службы» не является на Украине нерабочим днём, если, в зависимости от года, не попадает на выходной.